# Síndrome da classe turística
A síndrome da classe econômica, ou síndrome do viajante, é descrita para caracterizar pacientes acometidos de embolia pulmonar depois de uma viagem de avião.

## Etiologia e cuidados
Falta de movimentação e estreitamento das veias devido a longos períodos sentado no carro, avião ou ônibus atrasam o refluxo do sangue para o coração. Em consequência, podem formar-se coágulos de sangue nas veias das pernas, o que, na pior das hipóteses, fecha completamente as veias e impede que o sangue possa fluir.
Se o trombo se formar nas veias profundas das pernas, existe o perigo de o coágulo ser arrastado no fluxo sanguíneo e de se fixar numa das artérias pulmonares. Ocorre então uma das mais temidas complicações da trombose: uma embolia pulmonar
O risco de doença tromboembólica (trombose venosa profunda e embolia pulmonar) é relativamente pequeno, considerando o número total de pessoas que viajam. Contudo, em razão da possível ocorrência de embolia pulmonar, que pode resultar em morte durante ou logo após uma viagem, é importante que sejam observadas medidas preventivas antes da viagem de longa duração, uma vez que poderá estar indicado o uso de medidas adicionais, como meias elásticas (meias de compressão) ou medicamentos anticoagulantes.
Se a pessoa ou algum familiar próximo já tiveram trombose, é fundamental procurar um médico para ouvir as recomendações adequadas para o seu caso.